# December 1999
Dit artikel geeft een chronologisch overzicht van alle belangrijke gebeurtenissen per dag in de maand december van het jaar 1999.

## Gebeurtenissen

### 1 december
- Met de vaststelling van de genetische code van het op een na kleinste menselijke chromosoom (22), het werk van 217 onderzoekers, is een stap gezet naar de ontrafeling van de hele genetische code van de mens..

### 2 december
- Noord-Ierland krijgt van het Verenigd Koninkrijk de toelating tot intern zelfbestuur.
- De synode van drie Samen-op-wegkerken besluit dat in de toekomst alleen nog predikanten worden opgeleid in Utrecht, Leiden en Kampen. Dat betekent sluiting op korte termijn van de opleidingen van de VU in Amsterdam en de Rijksuniversiteit van Groningen.
- De P.C. Hooftprijs voor het jaar 2000 wordt toegekend aan de dichteres Eva Gerlach.
- De VARA overweegt het publieke bestel te verlaten.

### 3 december
- Tori Murden wordt na een tocht van 81 dagen over 5486 km de eerste vrouw die alleen met een roeiboot de Atlantische Oceaan overstak.
- De NASA verliest het radiocontact met de Mars Polar Lander vlak voor die de atmosfeer van Mars binnendringt.

### 4 december
- Filip van België treedt in het huwelijk met Mathilde d'Udekem d'Acoz.

### 6 december
- Demonstrerende scholieren richten vernielingen aan in Den Haag. Ze zijn boos over de werkdruk die het Studiehuis veroorzaakt in de bovenbouw van havo en vwo. Op 14 december belooft staatssecretaris Karin Adelmund een tijdelijke verlichting van de studielast.

### 7 december
- In een school in Veghel schiet een 17-jarige Turkse jongen tien kogels af in een computerlokaal. Vier leerlingen en een leerkracht raken gewond. Eerwraak zou het motief zijn voor de schietpartij. De jongen, zijn vader en zijn zusje worden opgepakt.
- Het kabinet besluit, onder zware druk van de Tweede Kamer, om geen gasboringen toe te staan onder de Waddenzee. Er mag ook niet vanaf de wal geboord worden. De komende jaren moet uit 'voortschrijdend inzicht' blijken of boren zonder schade aan het milieu toch mogelijk is.

### 9 december
- KPN neemt voor 29 miljard gulden een meerderheidsbelang in E-Plus, de derde aanbieder van mobiele telefonie in Duitsland.
- Supermarktconcern Ahold doet twee grote overnames, in Scandinavië en Nederland.

### 10 december
- De Nobelprijs voor de Natuurkunde wordt uitgereikt aan de Nederlanders Gerard 't Hooft en Martinus Veltman.
- Onder strenge voorwaarden mag Turkije op termijn EU-lid worden.
- Minister Gerrit Zalm durft voorzichtig te spreken van een begrotingsoverschot - voor het eerst in 25 jaar.

### 11 december
- Islamitische leerlingen van het Calandlyceum in Amsterdam krijgen van de schoolleiding geen toestemming een lokaal te gebruiken voor hun dagelijkse gebed.

### 12 december
- Voor de Franse kust zinkt de Maltese tanker Erika. De olie die uit het wrak stroomt veroorzaakt een milieuramp op de kust van Bretagne.
- De Amerikaanse schrijver Joseph Heller (76), auteur van Catch-22, overlijdt .
- In Nederland wordt opgelucht gereageerd op de loting voor het voetbaltoernooi Euro 2000 in Nederland en België. De meeste risicowedstrijden worden in België gespeeld.

### 13 december
- NS-personeel legt de maandagmorgenspits lam met een staking. De NS'ers zijn het geweld in de treinen zat.

### 14 december
- Minister Tineke Netelenbos bereikt met de gemeente Amsterdam een akkoord over een experiment met rekeningrijden vanaf eind 2002.
- Gré Brouwenstijn (84), de grootste Nederlandse sopraan van deze eeuw, overlijdt.

### 15 december
- Eerste bijeenkomst van de G20 in Berlijn. De leidende industrielanden bespreken met de sterk opkomende economieën uit de derde wereld de toestand in de wereld.
- Zwemmer Pieter van den Hoogenband wordt gekozen tot Nederlands sportman van het jaar.
- De commissie-Scholten presenteert haar eindrapport over de vraag hoe de financiële wereld is omgegaan met joodse tegoeden tijdens de Tweede Wereldoorlog. De Amsterdamse beurs krijgt stevige kritiek. De toenmalige Vereniging voor de Effectenhandel heeft de onteigening van joodse effecten gelegitimeerd en gefaciliteerd. Er moeten excuses worden gemaakt en er moet een geldbedrag van enkele miljoenen worden uitgekeerd.

### 16 december
- Hevige regenval veroorzaakt in Venezuela overstromingen en modderstromen. Dit heeft 25.000 overlijdens en meer dan 100.000 daklozen tot gevolg.
- De overname door Ahold van supermarktketen Pathmark in de VS wordt verboden. Ahold zou in die regio te machtig worden.
- De rechtbank in Den Haag acht zich niet bevoegd om een uitspraak te doen over de eis van de erfgenamen van de kunsthandelaar Jacques Goudstikker tot teruggave van de collectie-Goudstikker die in de oorlog door de nazi's werd gekocht en later in handen kwam van de Nederlandse staat.

### 17 december
- In Duitsland wordt een akkoord bereikt over een schadeloosstelling voor dwangarbeiders uit de Tweede Wereldoorlog. President Johannes Rau vraagt om vergeving en er wordt 10 miljard mark in het Verzoeningsfonds gestort.
- Schiphol mag voorlopig 'beheerst' groeien, zolang het voldoet aan strikte veiligheids- en geluidsnormen. Er komt voorlopig geen luchthaven in zee.
- Oud-bondskanselier Helmut Kohl geeft in een tv-interview toe dat hij tussen '93 en '98 anderhalf tot twee miljoen mark aan geheime giften in ontvangst heeft genomen.

### 20 december
- Portugal draagt Macau over aan China.

### 24 december
- Een Airbus A300 van Indian Airlines die op weg was naar Kathmandu wordt gekaapt en naar Kandahar gevlogen.

### 26 december
- De orkaan Lothar raast over Frankrijk, Duitsland en Zwitserland. Twee dagen later opnieuw zware storm. Twee derde van Frankrijk wordt tot rampgebied verklaard. In Frankrijk, Duitsland, Oostenrijk, Zwitserland en Spanje vallen meer dan honderd doden.

### 30 december
- Sarah Knauss overlijdt op 119-jarige leeftijd. Ze was vanaf 16 april 1998 tot aan haar overlijden volgens het Guinness Book of Records de oudst levende persoon ter wereld.
- Het eerste seizoen van de Nederlandse Big Brother wordt gewonnen door Bart Spring in 't Veld.
- Voor het eerst bekennen ex-wielrenners Peter Winnen, Maarten Ducrot en Steven Rooks dat bij Nederlandse ploegen sprake is geweest van structureel dopinggebruik.

### 31 december
- Boris Jeltsin neemt ontslag als president van Rusland en wordt vervangen door Vladimir Poetin.
- Het Panamakanaal komt volledig in Panamese handen.
- Koningin Elizabeth II opent de Millennium Dome in Greenwich, Londen.

<< · januari · februari · maart · april · mei · juni · juli · augustus · september · oktober · november · december · >>